# 120 mm Type 3
Il cannone antiaereo da 12 cm Type 3 (三式十二糎高射砲?, San-shiki jyūni-senchi Kōshahō) era un cannone antiaereo da 120 mm impiegato dall'Esercito imperiale giapponese durante la seconda guerra mondiale. Il nome era dovuto all'anno di adozione da parte dell'esercito, anno imperiale 2603, corrispondente al 1943 del calendario gregoriano. Esso rimpiazzò il precedente pezzo da 75 mm Type 88.

## Storia

### Sviluppo e produzione
Per colmare le lacune del cannone da 75 mm Type 88, l'Ufficio tecnico dell'Esercito imperiale sviluppò una sua versione in calibro superiore, con maggiore gittata, designato Type 3. Questo cannone era una delle poche armi del parco d'artiglieria giapponese capaci di raggiungere i bombardieri strategici statunitensi Boeing B-29 Superfortress, che stavano bombardando le città ed i complessi industriali della madrepatria giapponese. Tuttavia, nonostante gittata e potenza superiori, il Type 3 non venne prodotto in quantità tali da poter influire sugli eventi, sia per i costi di produzione che per la carenza di materie prime e per i danni alle infrastrutture industriali causate dai bombardamenti sul Giappone. Vennero completate solo 120 unità prima che la produzione venisse interrotta, che comunque furono usate fino alla resa del Giappone.

### Impiego operativo
Entrando in servizio verso la fine della guerra, la maggior parte dei pezzi Type 3 furono trattenuti nelle isole metropolitane giapponesi, per rinforzare le difese antiaeree contro i bombardieri strategici alleati ed in preparazione di un atteso sbarco. I cannoni vennero schierati a difesa di obiettivi militari presso Tokyo, Osaka, Kōbe ed a protezione le acciaierie Yawata di Kitakyūshū. Oltremare i pezzi vennero schierati a protezione dei campi petroliferi di Palembang, nelle Indie orientali olandesi. Ai cannoni di stanza a Tokyo venne attribuito l'abbattimento di dieci B-29.

## Tecnica

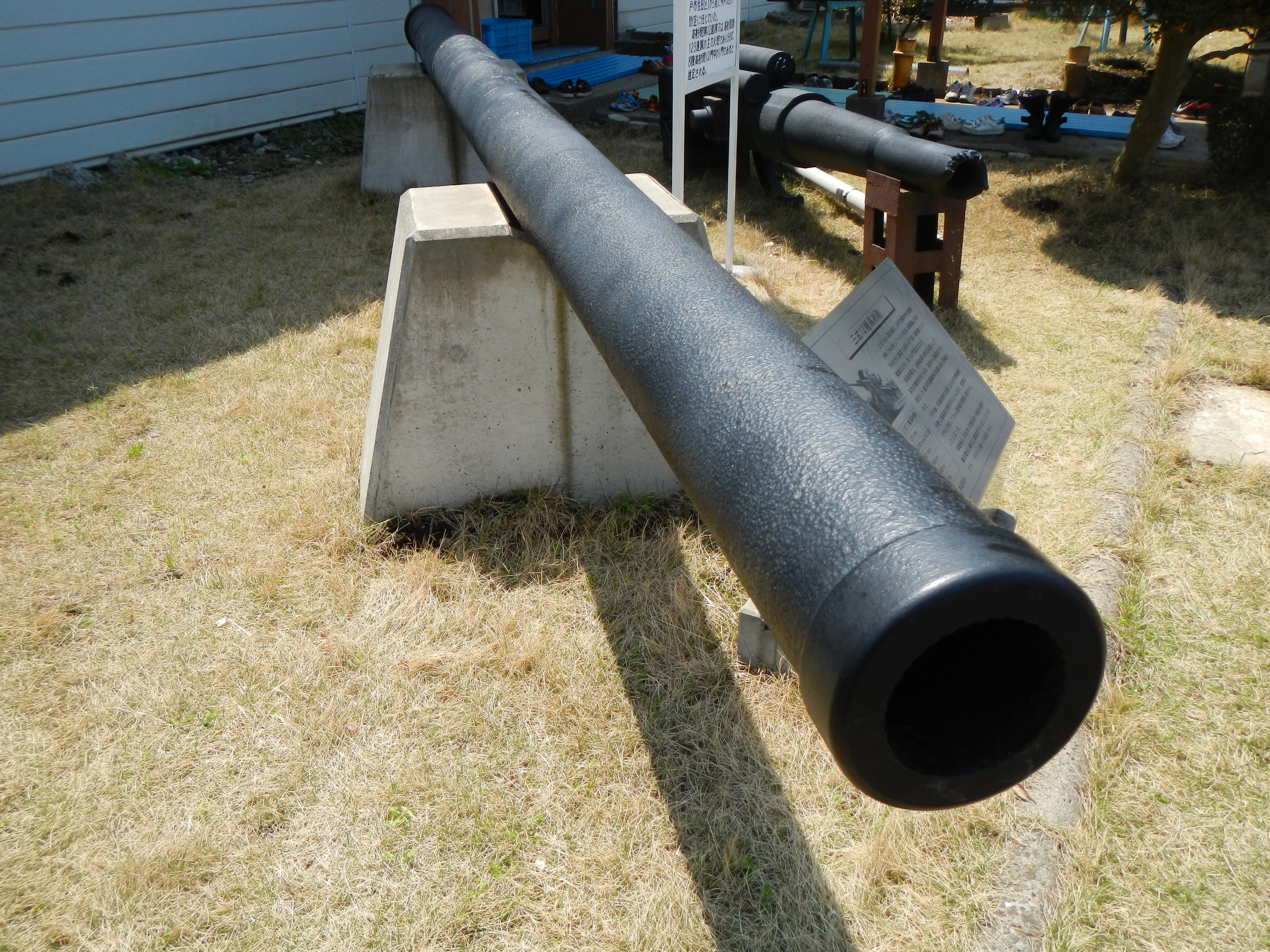
Canna conservata presso la Scuola di artiglieria antiaerea delle JGSDF di Chiba.

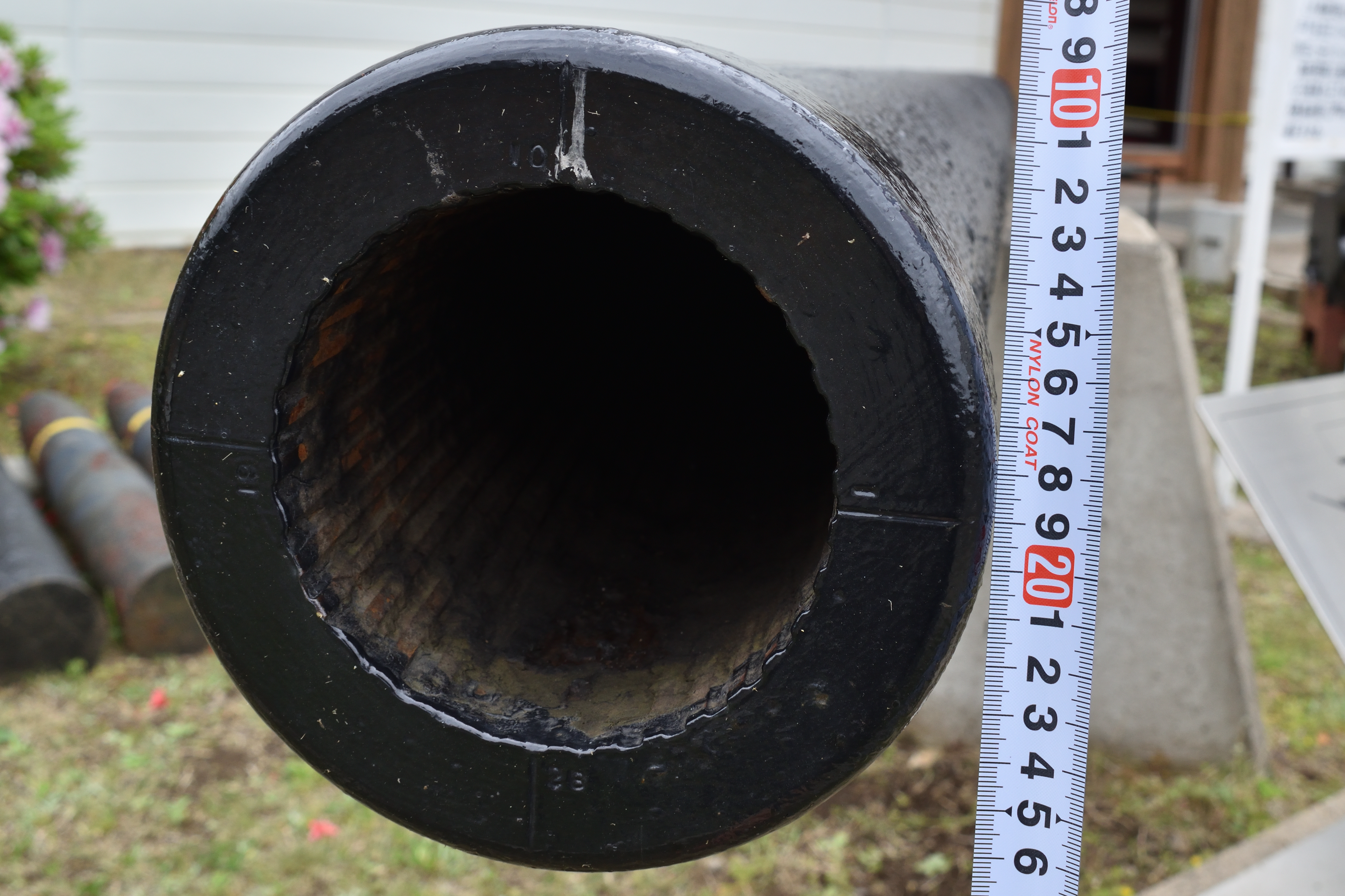
La volata della canna.

Il Type 3 aveva una canna monoblocco con otturatore a cuneo orizzontale. La bocca da fuoco era montata su un affusto a piedistallo centrale. La piattaforma di tiro era supportata da cinque gambe, ognuna dotata di piede di livellamento a vite.